# Montmirail (Marne)
Montmirail is een gemeente in het Franse departement Marne (regio Grand Est). De plaats maakt deel uit van het arrondissement Épernay. Montmirail telde op 1 januari 2022 3.551 inwoners.

## Geografie
De oppervlakte van Montmirail bedroeg op 1 januari 2022 48,82 vierkante kilometer; de bevolkingsdichtheid was toen 72,7 inwoners per km².

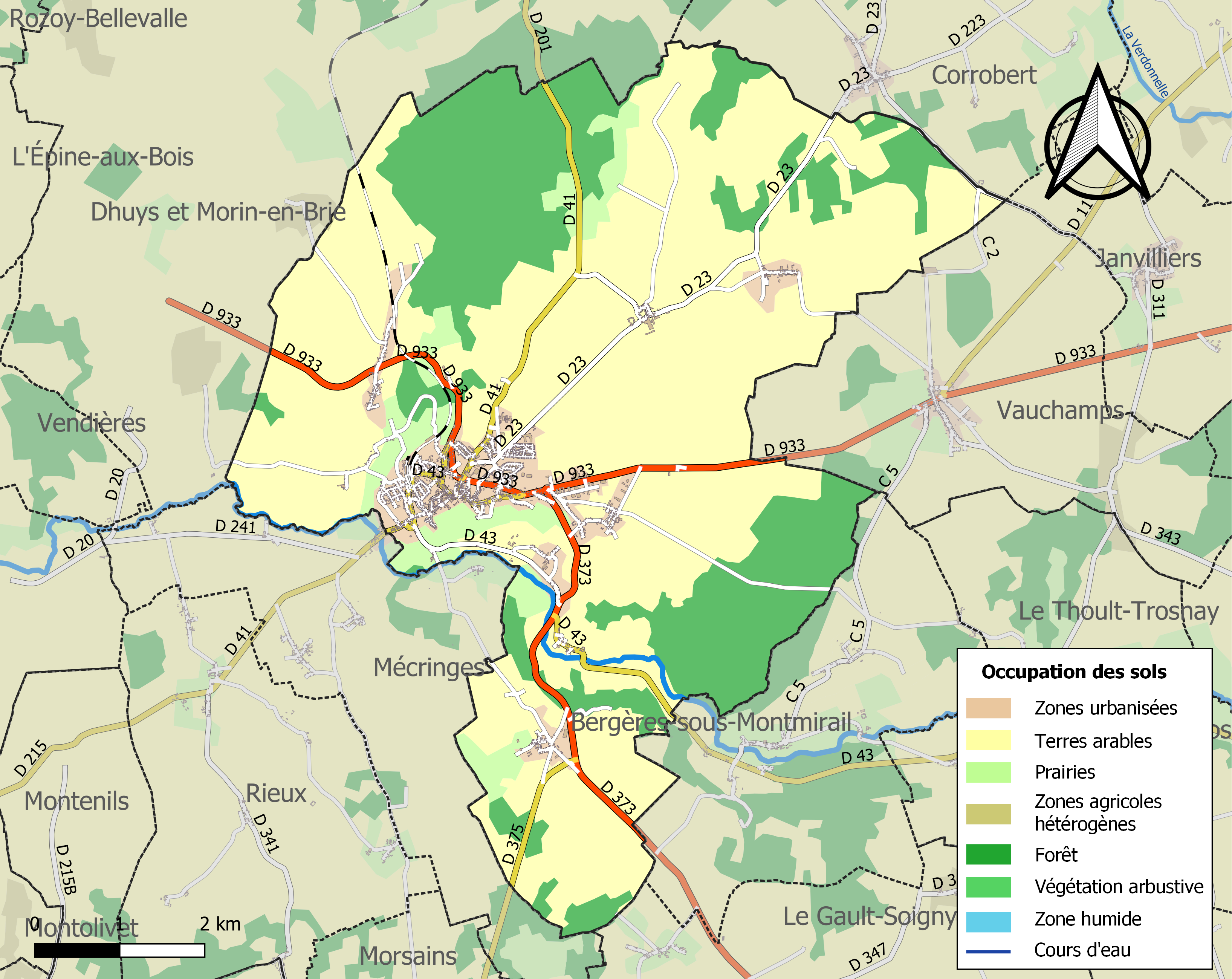
Kaart van de gemeente met de belangrijkste infrastructuur, bodemgebruik en omliggende gemeenten

## Bezienswaardig
- Kasteel van Montmirail

## Demografie
Onderstaande figuur toont het verloop van het inwonertal (bron: INSEE-tellingen).

## Geboren
- Jean François Paul de Gondi (1613-1679), aartsbisschop, kardinaal en auteur (bekend als de kardinaal van Retz)